# Alfonso López-Chau
Pablo Alfonso López-Chau Nava (Callao, 17 de julio de 1950) es un académico, economista y político peruano que ejerció como el rector de la Universidad Nacional de Ingeniería. Previamente fue director del Banco de Reserva del Perú de 2006 a 2012.
Es el actual líder del partido político liberalista Ahora Nación que participará en las elecciones generales de Perú de 2026.

## Biografía

### Estudios
Pablo Alfonso López-Chau es oriundo de la Provincia constitucional del Callao. En 1976, egresó como Licenciado en Economía de la Universidad Nacional del Callao, posteriormente obtuvo un máster (1985) y un doctorado (2005) en economía en la Universidad Nacional Autónoma de México.

### Trayectoria laboral
Posee más de 30 años de carrera como Profesor Principal en las áreas de Macroeconomía, Política Económica, Teorías del Desarrollo y Economía Política en la Facultad de Ingeniería Económica, Estadística y Ciencias Sociales de la Universidad Nacional de Ingeniería (FIEECS UNI). Se desempeñó como Decano (a.i.) (2001), director de la Escuela Profesional de Economía, y director de Posgrado (1998) de dicha facultad.
Ha sido director del Banco Central de Reserva del Perú (BCRP) para el período de 2006-2013, siendo elegido por el Congreso.
Ganó un concurso de cátedra para ocupar la plaza de Profesor Asociado en los cursos de Economía Política y Macroeconomía en la Universidad Autónoma Metropolitana de México (UAM). Asimismo, se ha desempeñado como catedrático en el Doctorado de la Universidad Nacional Mayor de San Marcos y del Centro de Altos Estudios Nacionales (CAEN), habiendo sido premiado como "Catedrático Distinguido".

### Crisis política en Perú
En medio de la crisis política de Perú por la asunción de Dina Boluarte como presidenta del Perú, el 18 de enero de 2023 el rector López-Chau, encabezando a las autoridades de la Universidad Nacional de Ingeniería, aceptó recibir a delegaciones de universitarios manifestantes para la Segunda marcha de los Cuatro Suyos en las instalaciones de la universidad. El 19 de julio, participó en la Tercera Toma de Lima.

## Trayectoria política
Según sus palabras, fue aprista desde los 15 años hasta los 19 años, tras lo cual se salió del Partido Aprista. Posteriormente, conformó la organización del congreso de Izquierda Unida. Además fue militante del partido Unión por el Perú durante la presidencia de Javier Pérez de Cuellar, hasta que llegó a ser director de Banco Central de Reserva del Perú.
En las elecciones generales de 1995 postuló al congreso por Apertura para el Desarrollo Nacional - Partido Socialista, sin éxito, obteniendo 1,019 votos.
En enero de 2023 protestantes comenzaron a impulsar una posible candidatura del economista para la presidencia. En febrero de 2023 durante el contexto en el que se discutía en el Congreso el posible adelanto de elecciones se especulaba que el rector de la UNI sería el candidato presidencial de Partido Morado; días después el mismo rector confirmó el diálogo y los acercamientos con el partido, pero dejó claro que no sería el candidato de esa organización para seguir respetando sus propios principios democráticos.
A inicios de septiembre de 2023 hizo público que se está llevando a cabo el proceso para la inscripción ante el Jurado Nacional de Elecciones (JNE) un nuevo partido liberalista llamado Ahora Nación, en el que se espera que López-Chau sea el candidato presidencial para las próximas elecciones.
En junio de 2024 hizo oficial sus aspiraciones de buscar la presidencia bajo la bandera del partido Ahora Nación, en donde también declaró que busca contribuir en la creación de un frente mayor de diferentes partidos políticos de cara a las próximas elecciones generales de 2026.

## Controversias
En julio de 2025, el Ministerio Público acusó al exrector López -Chau, por presunta colusión y negociación incompatible. Se le atribuye haber designado de forma irregular a Sonia Anapan Ulloa como secretaria general, pese a no cumplir con los requisitos del estatuto universitario y mantener simultáneamente un cargo en el Sineace, lo que violaría las normas del servicio público. Además, su nombramiento no habría sido aprobado por el Consejo Universitario.
La Fiscalía también señaló un incremento salarial otorgado a Anapan en menos de tres meses, considerado un posible favorecimiento indebido. Por estos hechos, se solicitó una pena de cinco años de prisión efectiva, multa y una inhabilitación de 12 años para ambos.

## Ideología
Bajos sus ideales liberalistas, promete fomentar la creación de Fondos Soberanos de Riqueza (SWF) a fin de que el Perú invierta los recursos del Estado con mayor rentabilidad. En el campo de la industria y de las ingenierías propone que el país adopte como política estatal el impulso a la transformación de la matriz productiva a través de la industria del Hidrógeno Verde (H2). Se autodefine como un hombre de centro izquierda.
También considera viable y oportuno cambiar la Constitución que actualmente rige en el Perú, exceptuando al modelo económico. Ha declarado ser simpatizante de la Constitución de 1979 y propone una actualización de dicha Constitución manteniendo la economía social de mercado de la Constitución del 93.

## Publicaciones
Ha realizado publicaciones e investigaciones sobre estrategia de desarrollo alternativo; crecimiento, inflación y sector externo; así como política económica internacional.
Fundó y dirigió la Revista Apertura (1992-1996). Sus últimos libros son:
- Proyecto de Nación: liberalismo social o socialismo liberal (2019)
- Estrategia de Desarrollo Alternativo para la Economía Peruana (2020)

Cuenta con múltiples publicaciones y columnas de opinión en periódicos y revistas nacionales como el El Comercio, La República, Gestión y Hildebrandt en sus trece. Además, ha publicado en las revistas y libros promovidos por la Universidad Nacional Autónoma de México (UNAM).